# Румен Николов (футболист)
Вижте пояснителната страница за други личности с името Румен Николов.
Румен Валериев Николов е Български футболист, нападател. Роден е на 5 февруари 1990 г. във Варна. Бивш футболист на варненските ПФК Черно море (Варна) и Спартак (Варна).
Син е на Валерий Николов-Берти – бивш футболист на Черно море от 80-те години на ХХ век.

## Кариера

### Ранни години
Започва да тренира футбол на 9 години в школата на ПФК Спартак. През 2005 г. преминава в школата на „Нафтекс“ (Бургас), където играе в младшата и старшата възраст. Шампион на България за юноши старша възраст и носител на купата на България с 1 година по-големите от набор 1989 съответно за 2008 и 2009 г. През 2008 г. подписва първи професионален договор с първия тим на бургазлии, но до края на сезон 2008/2009 г. не се появява в официален мач. С постоянна повиквателна за юношеските формации на националния отбор на България през тоя период и участия в международни турнири и контроли за набор 1990-и.

### „Черно море“
През март 2009 г. Николов преминава в ПФК „Черно море“ по настояване на тогавашния треньор на „Моряците“ Никола Спасов. Доиграва сезона в дублиращия отбор, като взема участие и в мачовете за финалната фаза на републиканското първенство на старшата възраст. От лятото на 2009 г. подписва професионален договор и започва тренировки с мъжкия състав, но продължава да играе за дубъла на клуба, където за 28 мача вкарва 13 гола и става капитан на формацията. Нападателят дебютира в А група на 28 март 2010 г., при загубата с 0:1 в Кюстендил от „Миньор“ (Перник). До края на календарната година записва общо 18 мача, като 2 от тях за Купата на страната. Отбелязани 2 гола.